# The Knickerbocker
The Knickerbocker, o New-York Monthly Magazine, fu una rivista letteraria statunitense di New York, fondata da Charles Fenno Hoffman nel 1833, e pubblicata fino al 1865 sotto vari titoli, inclusi:
- The Knickerbacker: or, New-York monthly magazine, da gennaio fino a giugno 1833,
- The Knickerbocker: or, New-York monthly magazine, dal 1833 fino al 1862,
- The Knickerbocker monthly: a national magazine, dal 1863 fino a febbraio 1864,
- The American monthly knickerbocker, da marzo fino a dicembre 1864,
- The American monthly, da gennaio fino a giugno 1865, e
- The Fœderal American monthly da luglio a ottobre 1865.

Suo direttore di lunga data fu Lewis Gaylord Clark, la cui colonna Editor's Table ("Il Tavolo del Redattore") fu un elemento fondamentale della rivista.

## Storia
Hoffman, insieme a colleghi membri della Eucleian Society (una società studentesca della New York University, fondata nel 1832), fu il direttore fondatore de The Knickerbocker nel 1833, sebbene ne diresse soltanto tre numeri. Clark comprò la rivista nell'aprile 1834 e funse da direttore fino al 1861. Entro il 1840, The Knickerbocker era la più influente pubblicazione letteraria del suo tempo. L'anno prima, Washington Irving si era unito con riluttanza alla redazione per uno stipendio di 2.000 dollari all'anno e vi sarebbe rimasto fino al 1841. Irving detestava il lavoro della rivista, specificamente a causa delle sue scadenze mensili e dei suoi limiti di spazio. Tuttavia, nel suo personaggio di "Geoffrey Crayon", giustificò la sua scelta nel numero iniziale: "Sono stanco... di scrivere volumi... c'è troppa preparazione, organizzazione e ostentazione... Ho pensato, perciò, di assicurarmi un angolino accogliente in qualche lavoro periodico, dove potessi, per così dire, cullarmi a piacimento nella mia sedia a braccioli."
La cerchia di scrittori che contribuirono alla rivista e ne popolarono l'ambiente culturale sono spesso noti come gli "scrittori del Knickerbocker" o il "gruppo del Knickerbocker". Il gruppo includeva autori come William Cullen Bryant, James Kirke Paulding, Gulian Crommelin Verplanck, Fitz-Greene Halleck, Joseph Rodman Drake, Robert Charles Sands, Lydia M. Child, Nathaniel Parker Willis ed Epes Sargent. Altri scrittori associati al gruppo comprendono Henry Wadsworth Longfellow, Oliver Wendell Holmes, James Russell Lowell, Bayard Taylor, George William Curtis, Richard Henry Stoddard, Elizabeth Clementine Stedman, John Greenleaf Whittier, Horace Greeley, James Fenimore Cooper, Fitz Hugh Ludlow e Frederick Swartwout Cozzens. The Knickerbocker fu una delle prime pubblicazioni del suo genere a pagare gli artisti che vi contribuivano.

## Contenuto
The Knickerbocker era dedicato in particolare alle belle arti, con occasionali notizie ed editoriali. Furono stampati anche profili biografici completi su artisti quali Gilbert Stuart, Hiram Powers, Horatio Greenough e Frederick Styles Agate.
The Knickerbocker stampò il primo riferimento conosciuto alla classica barzelletta statunitense "Perché il pollo ha attraversato la strada? (Why did the chicken cross the road?).